# District Constanța
Constanța is een Roemeens district (județ) in de historische regio Dobroedzja. Het heeft een oppervlakte van 7071 km² en 715.151 inwoners (anno 2002). De hoofdstad is Constanța. De gangbare afkorting voor het district is CT.

## Bevolking
In 2002 had het hele district een bevolking van 715.151 inwoners en had daarmee een bevolkingsdichtheid van 106 inwoners per km². Ongeveer 75% van de bevolking leeft in steden en de verstedelijking is hierdoor veel hoger dan het Roemeense gemiddelde.

### Bevolkingsaantallen per jaar
- 1977 608.817
- 1992 748.044
- 1996 747.122
- 2000 746.988
- 2002 715.151

### Bevolkingsgroepen
Minderheden in het district zijn de Turken, Tataren, Roma's en Aroemenen.
- Roemenen 652.777
- Turken 24.246
- Tataren 23.230

## Geografie
Een groot deel van het district omvat een laaggelegen plateau met een continentaal half-vochtig klimaat. De kust met de Zwarte Zee, die 120 kilometer lang is, heeft een maritiem klimaat en heeft daarom minder schommelende temperaturen dan het binnenland. De gemiddelde temperatuur in januari is 1 °C, in juli 13 °C.

## Aangrenzende districten
- Tulcea in het noorden
- Călărași in het zuidwesten
- Ialomița in het westen
- Brăila in het noordwesten

## Steden
- Constanța (hoofdstad, 343.986 inwoners)
- Medgidia
- Mangalia
- Murfatlar
- Năvodari
- Cernavodă
- Ovidiu
- Eforie
- Techirghiol
- Negru Vodă

## Toeristische dorpen aan de kust
- Mamaia
- Costinești
- Olimp
- Neptun
- Jupiter
- Venus
- Saturn
- Eforie
- Vama Veche